# Georg Grabenhorst

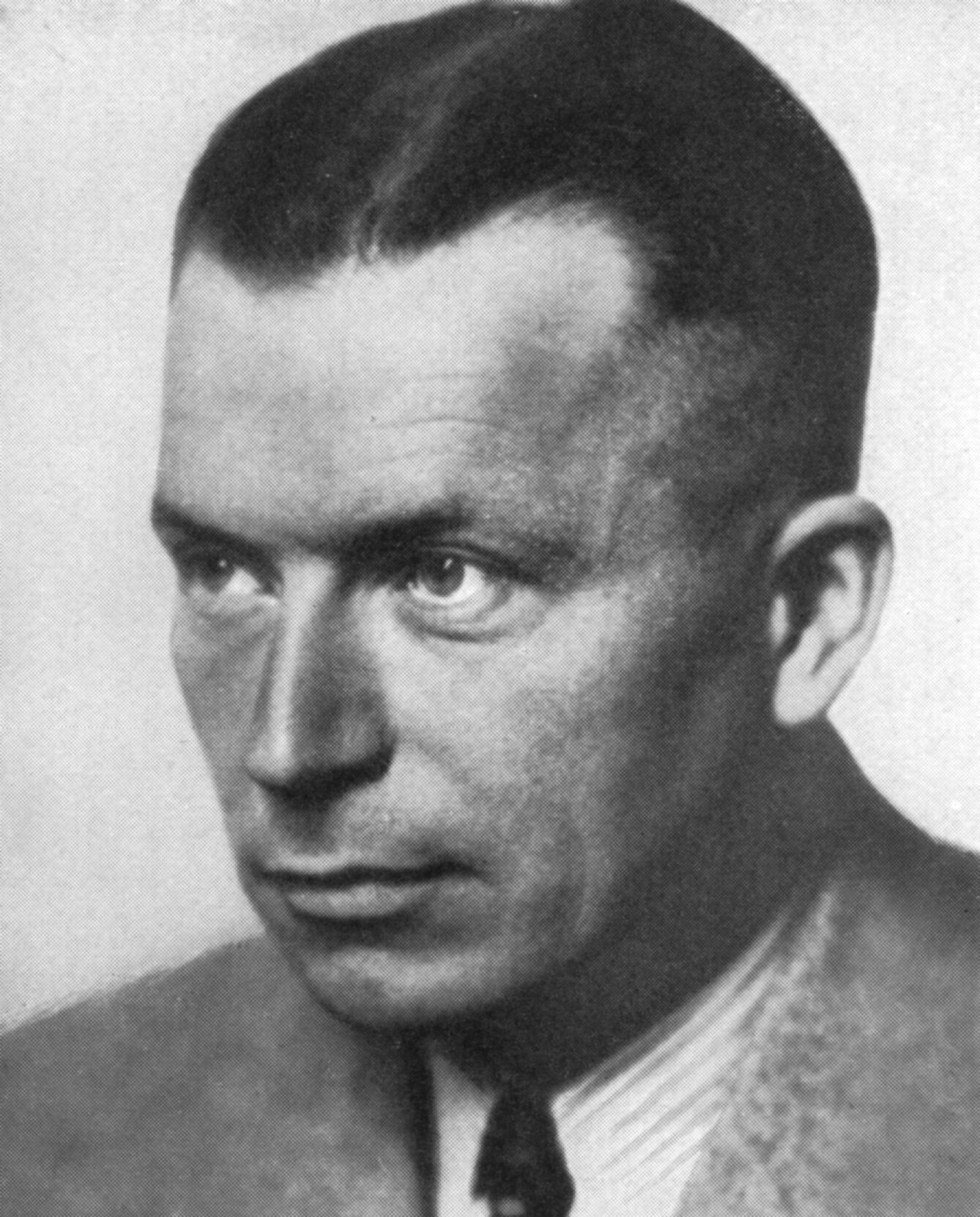
Georg Grabenhorst, um 1938

Georg Grabenhorst (* 21. Februar 1899 in Neustadt am Rübenberge; † 9. Juni 1997 in Bad Bevensen) war ein deutscher Schriftsteller.

## Leben
Georg Grabenhorst war der Sohn eines Schornsteinfegermeisters; sein Bruder war der Architekt und Baubeamte Karl Grabenhorst. Er nahm als Fahnenjunker am Ersten Weltkrieg teil. Ab 1918 studierte er Geschichte, Kunstgeschichte, neuere Literatur und Philosophie an den Universitäten in Marburg und Kiel. 1922 promovierte er an der Universität Kiel zum Doktor der Philosophie mit einer Dissertation über das Werk Gustav Frenssens, einem Schriftsteller des völkischen Nationalismus.
Ab 1924 lebte Grabenhorst als freier Schriftsteller.

## Akteur im Nationalsozialismus und Entlassung 1945 aus dem Landesdienst
Von 1930 bis 1945 war er Referent für Kultur- und Landespflege in der Verwaltung der Provinz Hannover. Er schrieb u. a. Beiträge für die von Karl August Walther herausgegebene religiös-völkische NS-Monatszeitschrift „Der Hochwart“.
Grabenhorst trat zum 1. Mai 1933 in die NSDAP ein (Mitgliedsnummer 2.955.154) und wurde Landesleiter der NS-Reichsschrifttumskammer im Gau Hannover. 1945 wurde er aus dem Landesdienst entlassen, die Entnazifizierung erfolgte 1948 und 1949 - trotz der Fürsprache von Manfred Hausmann und „Persilschein“ von Waldemar Augustiny - die Versetzung in den Ruhestand.

## Tätigkeiten nach 1945
Er arbeitete zunächst wieder als freier Schriftsteller und war von 1949 bis 1956 zusammen mit Alma Rogge Schriftleiter der Zeitschrift „Niedersachsen“.
1955 gelangte er in die Position eines Regierungsdirektors im niedersächsischen Kultusministerium zurück, „ohne – wie Schriften und Aussagen belegen – seine konservative und undemokratische Grundhaltung zu ändern, gepaart mit einer als fanatisch zu bezeichnenden Ablehnung zeitgenössischer Literatur und Kultur“.

## Das literarische Werk
Georg Grabenhorsts literarisches Werk umfasst Romane, Erzählungen und Gedichte. Daneben war er von 1922 bis 1942 Mitarbeiter des „Hannoverschen Kuriers“.
In seinem 1928 zuerst erschienenen und mehrfach aufgelegten Romandebüt „Fahnenjunker Volkenborn“ schildert Grabenhorst seine Erlebnisse im Ersten Weltkrieg. Das Sterben des Kämpfers ist für ihn nicht nur Heldentod, sondern wird überhöht zum Opfertod. Das Buch, von dem bereits 1929 eine englische Übersetzung erschien, stand 1947 auf der „Liste der auszusondernden Literatur“ in der Sowjetischen Besatzungszone.
Seine 1979 erschienene 2-bändige Autobiografie Wege und Umwege sei von leichter Hand geschrieben, amüsant zu lesen, zeuge jedoch auch „von Verharmlosung, Relativierung und erschreckendem Selbstmitleid.“

## Nachlass
Das Deutsche Literaturarchiv Marbach verzeichnet im Nachlass insbesondere Briefe an und von Paul Alverdes, Waldemar Augustiny, Adolf Beiß, Rudolf G. Binding, Hermann Claudius, Gustav Frenssen, Karl Grabenhorst, Friedrich Griese, Hans Grimm, Herbert Grünhagen, Manfred Hausmann, Bernt von Heiseler, August Hinrichs, Rudolf Huch, Moritz Jahn, Karl Krolow, Cécile Lauber, Agnes Miegel, Börries von Münchhausen, Josef Friedrich Perkonig, Franz Radziwill, Walther Reimer, Alma Rogge, Wilhelm Scharrelmann, Rudolf Alexander Schröder, Georg von der Vring, Josef Weinheber u. a. sowie Sonderdrucke u. Zeitungsausschnitte.

## Auszeichnungen
- 1965 Großes Verdienstkreuz des Niedersächsischen Verdienstordens

## Werke
| - Heckenrosen, Neustadt a. Rbge 1919 - Die Entwicklungsgeschichte der Charaktere und Ideenkreise in Frenssen's Romanen, Kiel 1922 - Fahnenjunker Volkenborn, Leipzig 1928 - Die Gestirne wechseln, Leipzig 1929 - Merve, Breslau 1932 - Der Raum Schaumburg-Lippe, Flensburg - 1. Grundlagen und Zusammenhänge, 1932 - Der ferne Ruf, Oldenburg 1933 - Die Spieluhr, Hamburg 1934 - Regimentstag, München 1937 - Unbegreifliches Herz, München 1937 - Späte Heimkehr, München 1938 - Die Reise nach Luzern, München 1939 - Niedersächsische Heimat, Hannover 1940 - Hannover, Hannover 1941 - Der erste Kuß und andere Geschichten, Kopenhagen 1944 | - Einkehr am Greifenstein, Hameln 1949 - Aus meiner kleinen Welt, Rinteln 1951 - Ein Sommer geht zu Ende, Augsburg 1952 - Blätter im Wind, Hannover 1953 - Von der inneren Heimat, Hannover 1956 - Das Mädchen von Meaux, Göttingen 1961 - Auf alten Spuren, Göttingen 1964 - Ernst Thoms, Göttingen [u. a.] 1965 - Hermann Scheuernstuhl, Göttingen [u. a.] 1965 - Abschied und Hoffnung, Göttingen 1966 - Abenteuer der Jugend, Hildesheim 1969 - Hall und Widerhall, Hildesheim 1974 - Herberge der Träume, Hildesheim 1977 - Wege und Umwege, Hildesheim, 2 Bde., 1979 - Die Brüder, Hannover 1980 - Spuren im Sand, Lamspringe 1983 |

## Herausgeberschaft
Niederdeutscher Almanach, Oldenburg [u. a.] 1937 (hrsg. zusammen mit Moritz Jahn) mit 46 unveröffentlichten Arbeiten lebender Dichter und bildender Künstler, „um das wertvolle künstlerische Schaffen der niederdeutschen Landschaft zu sammeln und geschlossen zur Darstellung zu bringen und unter den niederdeutschen Schaffenden eine engere landsmannschaftliche Verbindung zu begründen“.

## Grabmal
Das Grabmal von Georg Grabenhorst findet sich auf dem Stadtfriedhof Engesohde in Hannover, Abteilung 39C, Grabnummer 29-30.